# Hutchins (Texas)
Pour les articles homonymes, voir Hutchins.
Hutchins est une ville de la banlieue de Dallas, dans l’État du Texas, dans le Sud des États-Unis. La commune compte 2 805 habitants en l’an 2000.

## Histoire
Le site est habité à partir des années 1860, étant à l'époque un lieu de commerce des colons à l'ouest du fleuve Trinity.
La ville est incorporée en 1945.

## Population et société

### Démographie
Lors du premier recensement après son incorporation, en 1950, la population était de 743 habitants.
En 2020, la ville compte 5 607 habitants, dont 45 % de latinos, 39 % de noirs et 22 % de blancs. 81 habitants sont d'origine autochtone.

### Enseignement
La ville fait partie du Dallas Independent School District (en). En 2011, les élèves vont dans trois écoles à proximité de la ville, bien que situées sur le territoire administratif de Dallas: la Wilmer-Hutchins Elementary School, la Kennedy-Curry Middle School et la Wilmer-Hutchins High School (en).